# Hadena admiranda
Hadena admiranda är en fjärilsart som beskrevs av Charles Oberthür 1880. Hadena admiranda ingår i släktet Hadena och familjen nattflyn. Inga underarter finns listade i Catalogue of Life.